# Rzeki w Zambii

Zlewnia rzeki Zambezi

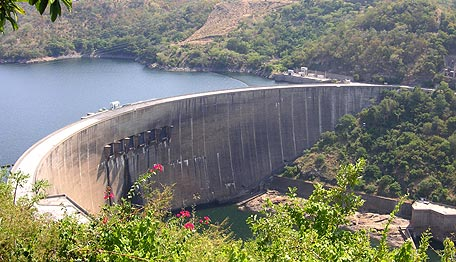
Zapora Kariba na rzece Zambezi

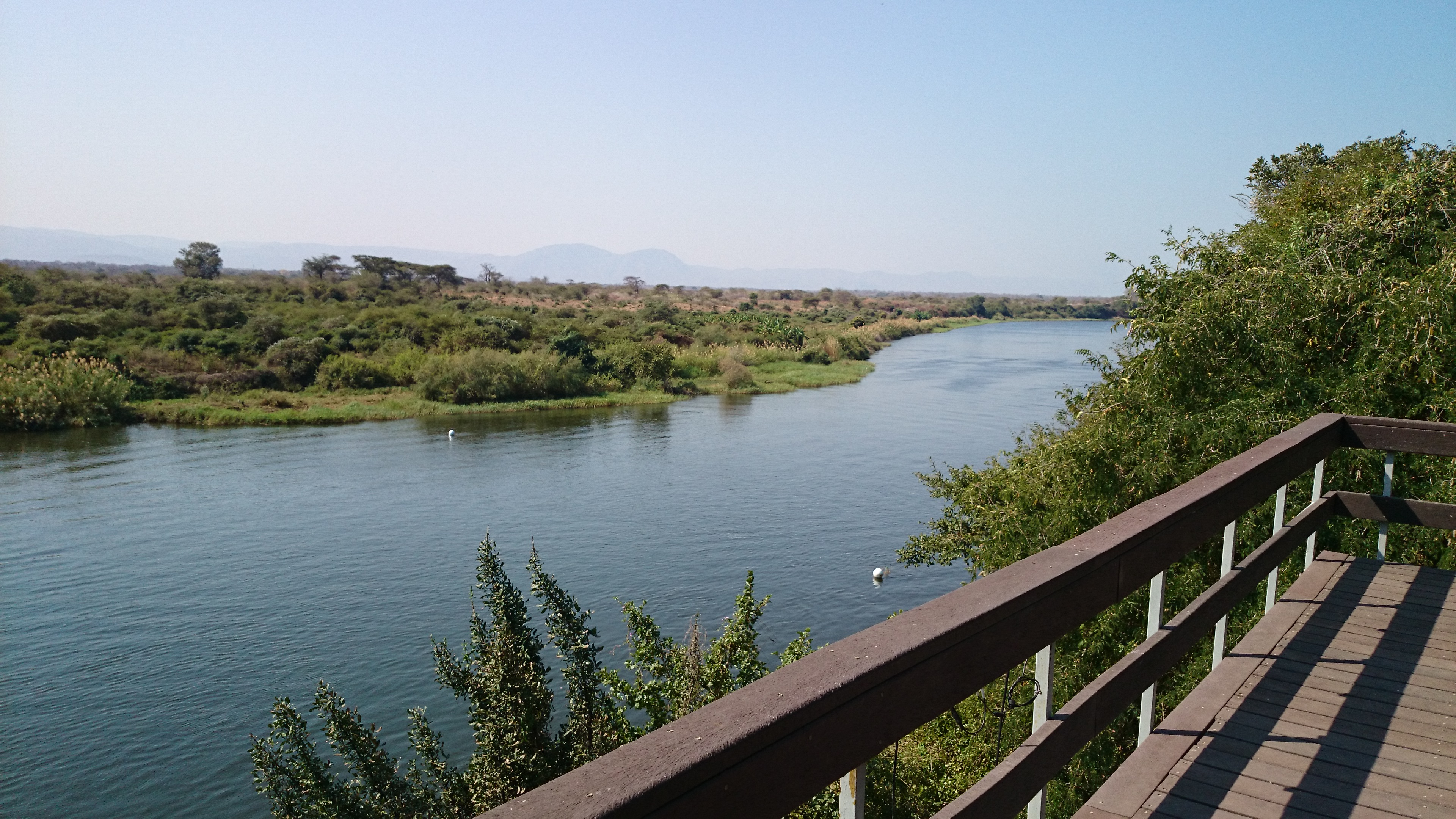
Kafue w pobliżu ujścia do Zambezi

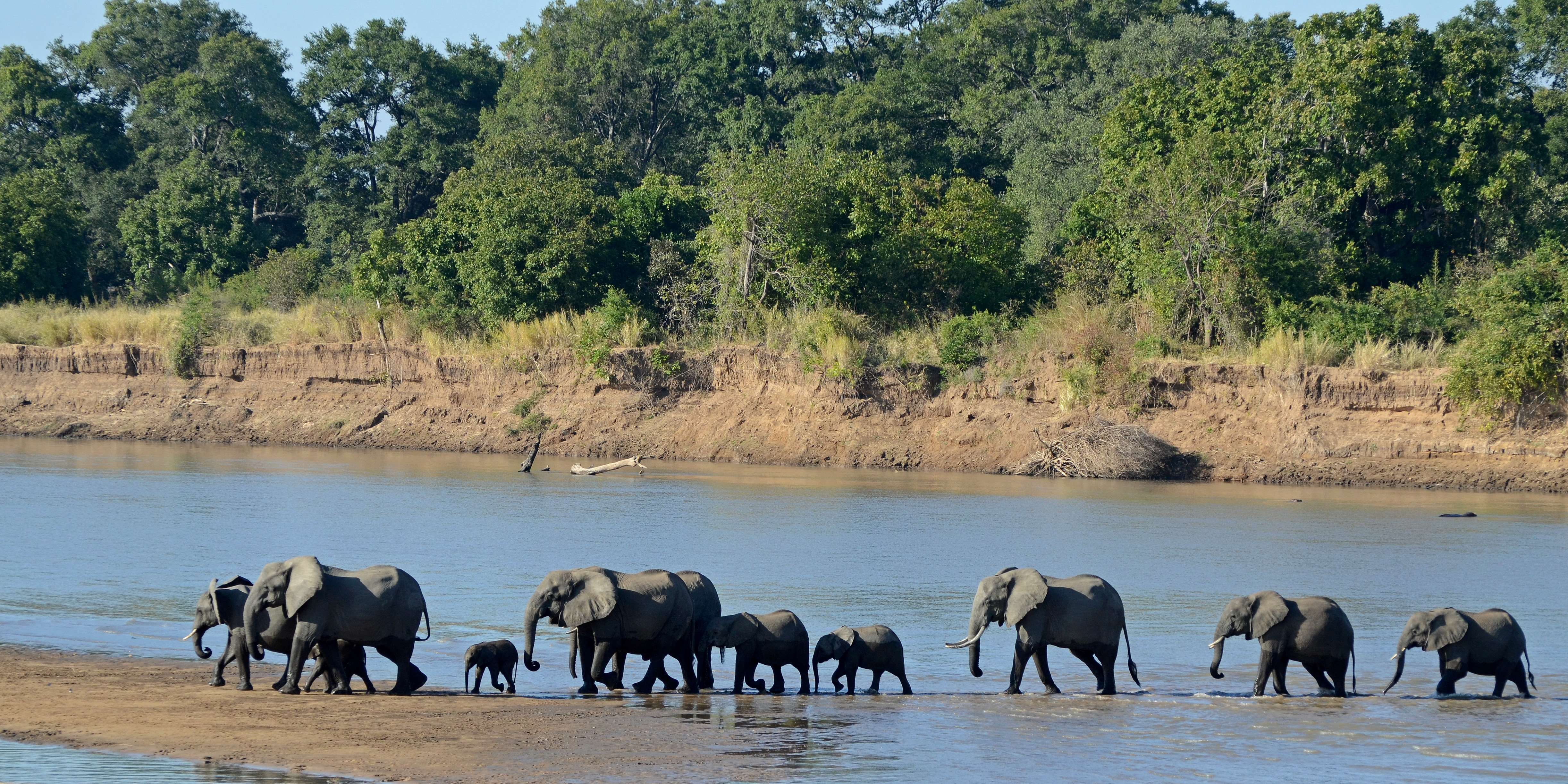
Park Narodowy Luangwa

Rzeki w Zambii w zdecydowanej większości uchodzą do Oceanu Indyjskiego i należą do zlewni rzeki Zambezi. Jedynie północna część kraju odwadniana jest przez płynącą po zambijsko-kongijskiej granicy Luapulę. Rzeka ta, należąca do zlewni rzeki Kongo, uchodzi do Oceanu Atlantyckiego.
Rzeka Zambezi wytycza znaczną część południowej granicy Zambii. W roku 1959 na rzece otworzono Zaporę Kariba, tworząc największy na świecie sztuczny zbiornik wodny zapewniający energię elektryczną Zambii i Zimbabwe.

## Historia
W latach 1858–64 bieg rzeki Zambezi zbadał i ustalił podczas swoich licznych podróży szkocki odkrywca David Livingstone.

## Najdłuższe rzeki
- Chambeshi (dopływ Luapula)
- Chobe (dopływ Zambezi)
- Kabompo (dopływ Zambezi)
- Kafue (dopływ Zambezi)
- Luanginga (dopływ Zambezi)
- Luangwa (dopływ Zambezi)
- Luapula (dopływ Kongo)
- Luena (dopływ Zambezi)
- Lukusashi (dopływ Luangwa)
- Lunga (dopływ Kafue)
- Lungwebungu (dopływ Zambezi)
- Lunsemfwa (dopływ Luangwa)
- Zambezi